# Théodore Rousseau
Pierre Étienne Théodore Rousseau (París, 15 de abril de 1812- Barbizon, Île de France, 22 de diciembre de 1867) fue un pintor francés. Perteneció a la Escuela de Barbizon y obtuvo el mayor reconocimiento con cuadros como El Pueblo.

## Biografía
Nació en una familia burguesa en la que había uno o dos artistas. Al principio se formó en el comercio, pero pronto demostró su talento para la pintura. Aunque su padre lamentó esta decisión al principio, al final aceptó que su hijo abandonase el negocio, y a lo largo de la carrera de su hijo (al que sobrevivió) le apoyó en todos sus conflictos con las autoridades del Salón de París. Théodore Rousseau compartió las dificultades de los pintores románticos de 1830 a la hora de asegurar para sus pinturas un lugar en la exposición anual de París. Toda la influencia de los artistas de formación clásica estaba en contra de ellos, y no fue hasta el año 1848 que Rousseau fue adecuadamente presentado al público.
Había expuesto trabajos sin importancia en los Salones de 1831 y 1834, pero en 1836 su gran obra La descente des vaches (La bajada de las vacas) fue rechazada por el voto de los pintores clásicos; y desde entonces hasta después de la revolución de 1848 fue rechazado constantemente. No carecía de defensores en la prensa, y fue conocido con el sobrenombre de «le gran refusé» en los escritos de Thor, el crítico que más tarde residiría en Inglaterra y que escribió con el nombre de Burger.
Durante estos años de exilio artístico Rousseau produjo algunas de sus mejores pinturas: La avenida de castaños, El pantano en las Landas (hoy en el Louvre), Helado por la escarcha (hoy en América); y en 1851, después de la reorganización del Salón en 1848, expuso su obra maestra, El límite del bosque (también en el Louvre), un cuadro similar en tratamiento, pero de un tema ligeramente distinto, de una composición titulada Un claro en el Bosque de Fontainebleau, en la colección Wallace de Hertford House, Londres. 
Hasta esta época, Rousseau había vivido sólo ocasionalmente en Barbizon, pero en 1848 trasladó su residencia a ese pueblo boscoso, y pasó la mayor parte del resto de su vida en el vecindario. Estaba entonces en la cumbre de su poder artístico, y era capaz de obtener buenas sumas de dinero por sus cuadros (aunque sólo una décima parte de su valor treinta años después de su muerte) y su círculo de admiradores se incrementó. Las autoridades aún lo ignoraban, pues mientras Narcisso Virgilio Díaz de la Peña fue nombrado caballero de la Legión de Honor en 1851, Rousseau quedaba sin condecorar, aunque lo propusieron poco después. 
En la Exposición Universal de 1853, donde se juntaron todas las pinturas de Rousseau previamente rechazadas durante los veinte años anteriores, sus obras fueron reconocidas como uno de los mejores grupos, dentro de los espléndidos conjuntos que se exhibieron. Pero en vida Rousseau realmente nunca satisfizo el gusto francés, y después de una venta sin éxito de sus obras mediante subasta en 1861, estuvo pensando en marcharse de París para ir a Ámsterdam o Londres, o incluso Nueva York.
Entonces las desgracias cayeron sobre él: su esposa, que había sido a lo largo de los años una fuente constante de ansiedad, se volvió completamente loca; su envejecido padre le ayudaba constantemente desde un punto de vista financiero; escasos eran sus mecenas. Más aún, mientras estaba ausente de manera temporal, un joven que vivía en su casa (amigo de su familia) se suicidó en la casita de Barbizon; cuando visitó los Alpes en 1863, haciendo esbozos del Mont Blanc, cayó peligrosamente enfermo con una inflamación de los pulmones; al regresar a Barbizon sufrió insomnio y se fue debilitando gradualmente. Fue elegido presidente del jurado de bellas artes para la exposición de 1867. Le afectó mucho a su salud el ser ignorado en la distribución de los más altos premios, y en agosto padeció una parálisis. Se recobró un poco, sólo para sufrir nuevos ataques en el otoño. Finalmente, acabó muriendo en presencia de su amigo de toda la vida, Jean-François Millet, el 22 de diciembre de 1867.

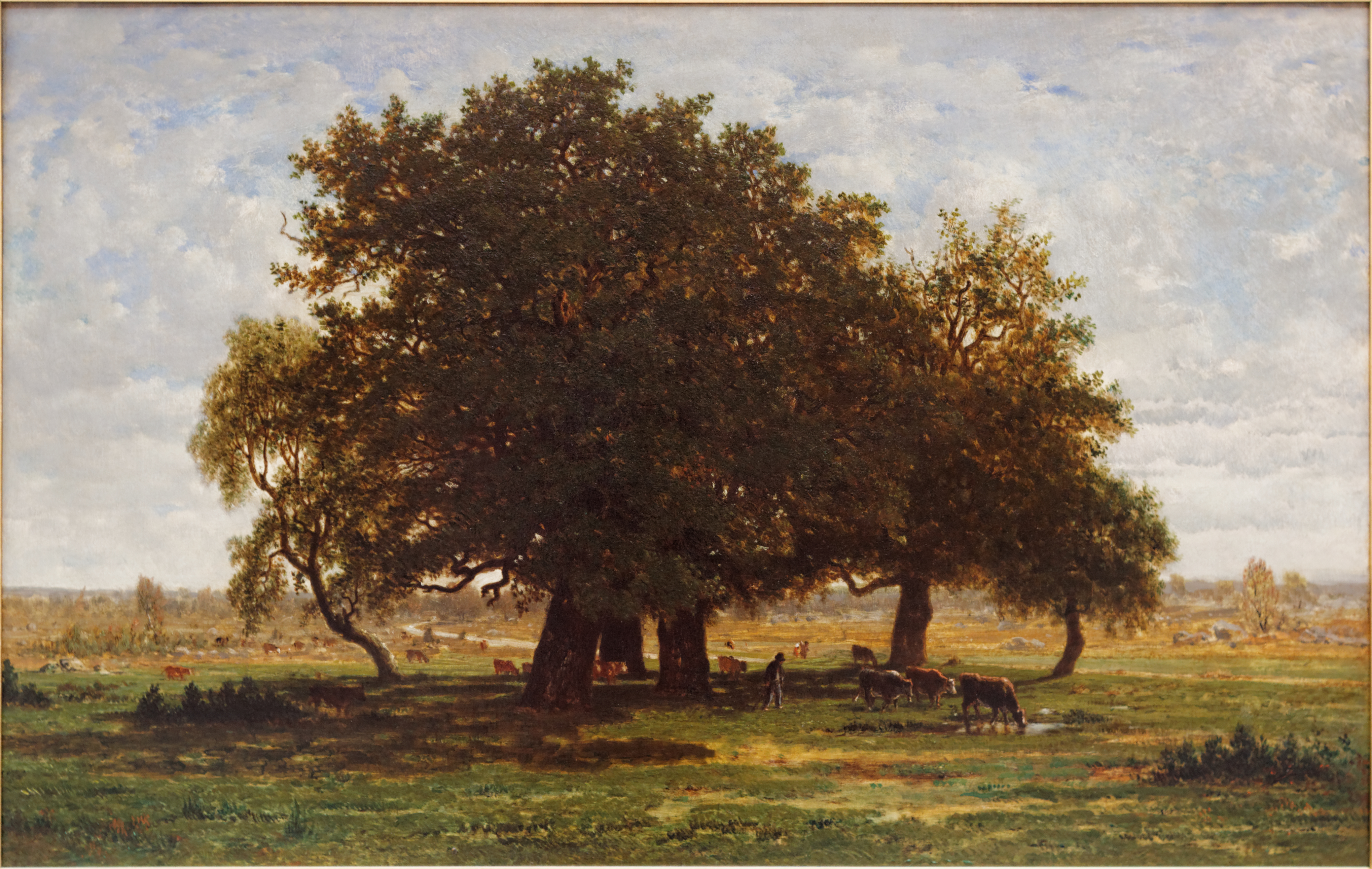
Encinas (1852).

Otro amigo y vecino de Rousseau, Jules Dupré, un eminente paisajista de Barbizon, relata la dificultad que experimentaba Rousseau a la hora de decidir cuándo estaba acabada una pintura, y cómo él, Dupré, algunas veces se llevaba del estudio de Rousseau algún lienzo en el que había trabajado demasiado. Millet, el pintor campesino, a quien Rousseau tenía en la más alta estima, estuvo mucho con él durante los últimos años de su vida. Rousseau fue un buen amigo de Díaz de la Peña, y le enseñó cómo pintar árboles, pues hasta cierto momento de su carrera, Díaz de la Peña pensó que sólo podía pintar figuras.
Los cuadros de Rousseau tienen siempre un carácter serio, con un aire de exquisita melancolía que es poderosamente atractiva para el amante de los paisajes. Están bien definidos cuando son cuadros completos, pero Rousseau tardaba tanto en pintar sus temas que sus obras absolutamente completas son relativamente pocas. Dejó muchos lienzos con partes de la pintura sin acabar; también hizo bastantes bocetos y algunas acuarelas.

## Obras
- L'Allée de châtaigniers (Museo del Louvre)

- La Lisière d'un bois (1849)
- Terrains d'automne (1849)
- L'Entrée du Bas-Bréau (1850)
- Le Village de Barbizon (1850)
- Le Paysage après la pluie (1852)
- Les Gorges d'Apremont
- Le Carrefour de l'Épine (1857)
- Le Bornage de Barbizon (1859)
- Le Chêne de roche (1861)

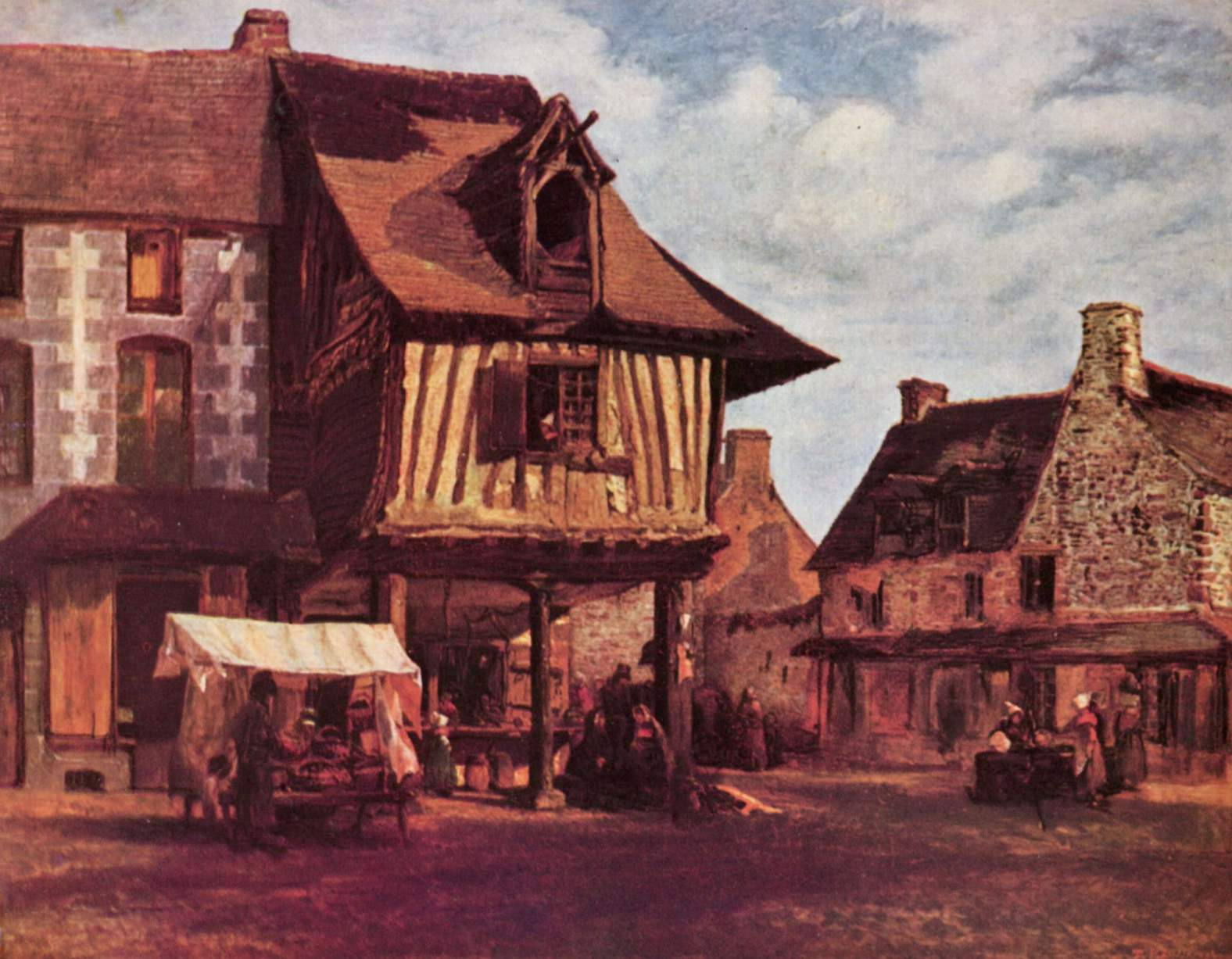
Mercado en Normandía, h. 1845-1848, óleo sobre lienzo, 29 × 38 cm, Museo del Hermitage, San Petersburgo.

- Clairière dans la haute futaie (1863)
- Coucher de soleil sur la forêt (1866)

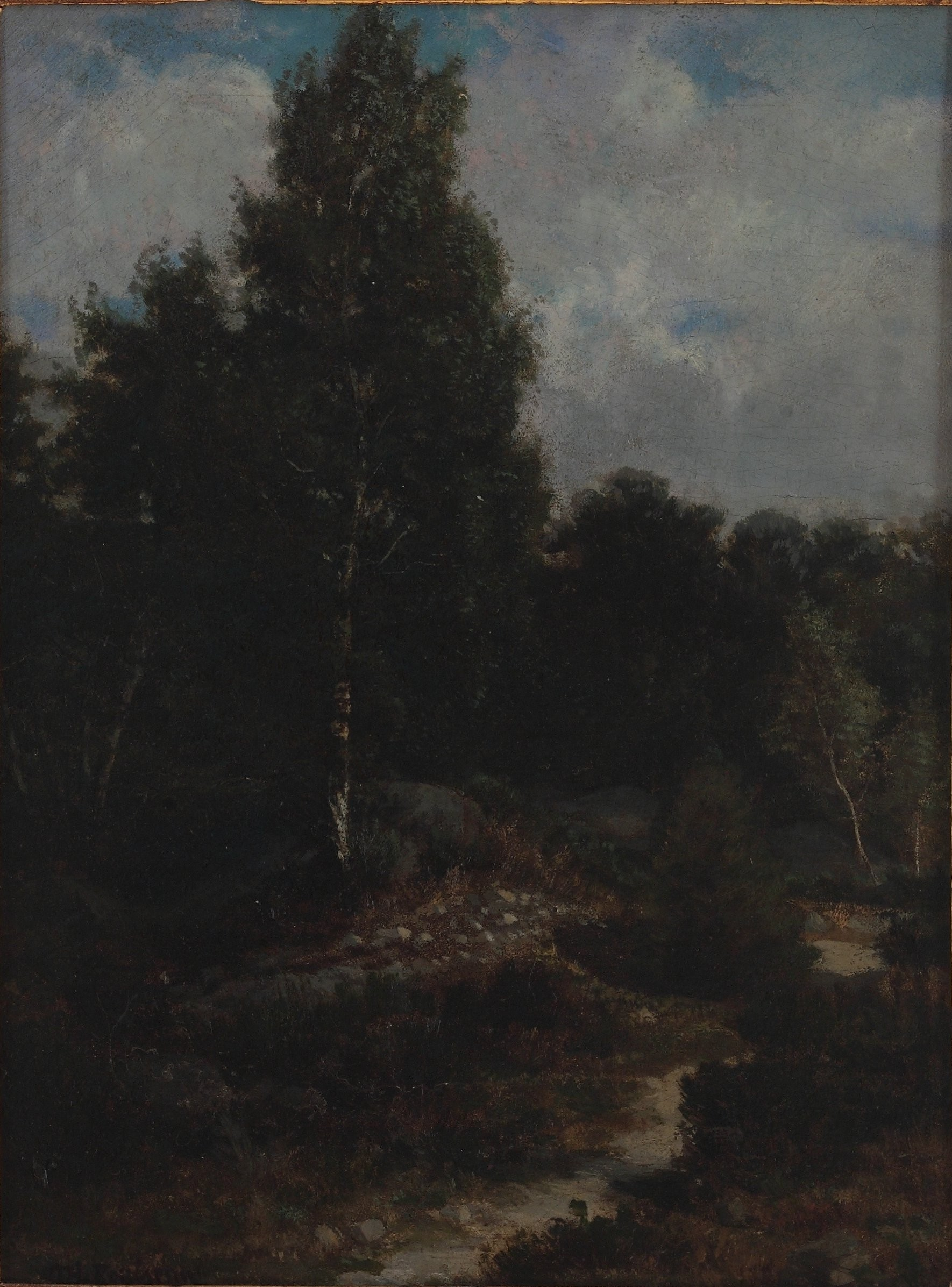
Bosque de Fontainebleau - Théodore Rousseau

## Para saber más
- Alfred Sensier, Souvenirs sur Th. Rousseau (París, 1872)
- E. Michel, Les Artistes célébres: Th. Rousseau (París, 1891)
- J.W. Mollett, Rousseau and Diaz (Londres, 1890)
- David Croal Thomson, The Barbizon School of Painters: Th. Rousseau (Londres, 1892)
- Albert Wolff, La Capitale de l'art: Th. Rousseau (París, 1886)
- E. Chesneau, Peintres romantiques: Th. Rousseau (París, 1880)
- P. Burty, Maîtres et petit-maîtres: Th. Rousseau (París, 1877)